# Litophyton liltvedi
Litophyton liltvedi är en korallart som beskrevs av Verseveldt och Williams 1988. Litophyton liltvedi ingår i släktet Litophyton och familjen Nephtheidae. Inga underarter finns listade i Catalogue of Life.